# Garduña
Garduña är ett troligtvis fiktivt hemligt och kriminellt brödraskap från Spanien. Enligt traditionen grundades det i Toledo år 1417 men det har även beskrivits som en kristen gerillaorganisation med rötterna i saracenernas intåg i Spanien under den islamiska expansionen på 700-talet e.Kr. Dessutom finns beskrivningar hur tre ledare för Garduna kom till Italien på 1500-talet och grundade de tre italienska maffiaorganisationerna Cosa Nostra, Camorran och 'Ndranghetan i syditalien när Spanien dominerade Kungariket Sicilien under 1500-talet.
Två spanska historiker, Leon Arsenal och Hipólito Sanchiz, menar att alla källor om brödraskapet stammar från en bok från 1850: Misterios de la inquisición española y otras sociedades secretas de España, ungefär Spanska inkivisitionen och andra hemliga sällskap i Spanien och deras mysterier. 